# 23612 Ramzel
23612 Ramzel è un asteroide della fascia principale. Scoperto nel 1996, presenta un'orbita caratterizzata da un semiasse maggiore pari a 2,6414969 UA e da un'eccentricità di 0,2061324, inclinata di 13,43748° rispetto all'eclittica.